# Francis Micallef
Francis George Adeodatus Micallef OCD (* 17. Dezember 1928 in Birkirkara, Malta; † 3. Januar 2018 ebenda) war ein maltesischer Ordensgeistlicher und Apostolischer Vikar von Kuwait.

## Leben
Francis Micallef, Sohn des Fischers George und von Marianna Micallef, trat 1947 der Ordensgemeinschaft der Unbeschuhten Karmeliten bei, legte am 15. Oktober 1951 seine Profess ab und empfing am 9. Mai 1954 die Priesterweihe. Nach seinem Studium in Rom kehrte er nach Malta zurück und unterrichtete Moraltheologie. Zudem war er Superior, Novizenmeister und Provinzial seines Ordens auf Malta. Von 1979 bis 1981 war er Rektor der Päpstlichen Fakultät Teresianum in Rom.
Papst Johannes Paul II. ernannte ihn am 5. November 1981 zum Apostolischen Vikar von Kuwait und Titularbischof von Tinis in Proconsulari. Der Papst persönlich spendete ihm am 6. Januar 1982 die Bischofsweihe; Mitkonsekratoren waren Erzbischof Eduardo Martínez Somalo, Substitut des Staatssekretariates, und Erzbischof Lucas Moreira Neves OP, Sekretär der Kongregation für die Bischöfe. Micallefs bischöflicher Wahlspruch (Motto) war: „Magnus deus noster“. Am 14. Juli 2005 nahm Papst Benedikt XVI. seinen altersbedingten Rücktritt an.